# Lijst van oorlogsmonumenten in Dalfsen
De Nederlandse gemeente Dalfsen heeft 7 oorlogsmonumenten. Hieronder een overzicht.
| Nr.  | Object                                | Herdachte groep | Ontwerper       | Onthulling      | Type               | Locatie                    | Plaats      | Coördinaten                   | Foto                                  |
| ---- | ------------------------------------- | --- | --------------- | --------------- | ------------------ | -------------------------- | ----------- | ----------------------------- | ------------------------------------- |
| 1325 | Geallieerd erehof                     | geallieerde militairen                                                                                               |                 |                 | begraafplaats/graf | Ruitenborghstraat, 7721    | Dalfsen     | 52° 30' 20" NB, 6° 15' 8" OL  | Meer afbeeldingen                     |
| 1326 | Monument aan de Dalmsholterweg        | verzet Nederland |                 | 13 april 1995   | gedenksteen        | Dalmsholterweg, 7722 KJ    | Dalfsen     | 52° 28' 24" NB, 6° 18' 7" OL  | Meer afbeeldingen                     |
| 1328 | Monument voor M.J.E. v.d. Veen        | verzet Nederland |                 | 7 november 1945 | gedenkbank         | Ruitenborghstraat, 7721    | Dalfsen     | 52° 30' 20" NB, 6° 15' 8" OL  | Monument voor M.J.E. v.d. Veen        |
| 1329 | Indië-monument                        | militairen in dienst van het Ned. Kon. na 1945                                                                       | Dhr. G.J. Tuink | 2 april 1993    | gedenksteen        | Ruitenborghstraat, 7721 BB | Dalfsen     | 52° 30' 20" NB, 6° 15' 8" OL  | Indië-monument                        |
| 3227 | Monument op de Algemene begraafplaats | burgerslachtoffers, verzet Nederland                                                                                 |                 |                 | gedenksteen        | Ruiterborghstraat, 7721 BB | Dalfsen     | 52° 30' 20" NB, 6° 15' 8" OL  | Monument op de Algemene begraafplaats |
| 3313 | Oorlogsmonument                       | militairen in dienst van het Ned. Kon. na 1945, militairen in dienst van het Ned. Kon. 1940-1945, burgerslachtoffers |                 |                 | gedenksteen        | Oosteinde, 7711            | Nieuwleusen | 52° 34' 36" NB, 6° 18' 43" OL |                                       |
| 3513 | Oorlogsmonument                       | algemeen, verzet Nederland                                                                                           |                 | 4 mei 2010      | gedenksteen        | Kerkstraat 17, 8151 AR     | Lemelerveld | 52° 26' 46" NB, 6° 20' 44" OL | Oorlogsmonument                       |

Almelo ·
Borne ·
Dalfsen ·
Deventer ·
Dinkelland ·
Enschede ·
Haaksbergen ·
Hardenberg ·
Hellendoorn ·
Hengelo ·
Hof van Twente ·
Kampen ·
Losser ·
Oldenzaal ·
Olst-Wijhe ·
Ommen ·
Raalte ·
Rijssen-Holten ·
Staphorst ·
Steenwijkerland ·
Tubbergen ·
Twenterand ·
Wierden ·
Zwartewaterland ·
Zwolle